# Sankt Willibald
Sankt Willibald là một đô thị thuộc huyện Schärding thuộc bang Oberösterreich, Áo. Đô thị Sankt Willibald có diện tích 15 km², dân số thời điểm năm 2006 là 1132 người.